# Sugartree
Sugartree är ett studioalbum av Jill Johnson. Det var hennes debutalbum, och släpptes den 29 mars 1996. Det var hennes debutalbum.

## Låtlista
1. Shake the Sugartree
2. As Dreams Go By
3. The Street Where You Live
4. It's My House
5. Can't Get You Out of My Head
6. Killing Time
7. All Kinds of People
8. In My Own Way
9. Unbreakable Heart
10. Less of the Same
11. Jag skulle så gerna vilja gifte meg

## Medverkande
- Jill Johnson, sång
- Jan Lysdahl, trummor, klaviatur, gitarr, bas
- Mikael Henderson - klaviatur